# آغاز کار چاقالو
آغاز کار چاقالو (انگلیسی: Fatty's Debut) یک فیلم کوتاه کمدی به کارگردانی و بازیگری راسکو آرباکل است که در سال ۱۹۱۴ منتشر شد.

## گزیدهٔ بازیگران
- راسکو آرباکل
- مینتا دارفی
- اَل سنت جان